# Sideshow Symphonies
Sideshow Symphonies ist das vierte reguläre Studioalbum der norwegischen Metal-Band Arcturus. Es erschien im Jahr 2005 bei Season of Mist.

## Entstehung und Veröffentlichung
Der Sänger Kristoffer Rygg hatte nach The Sham Mirrors Arcturus verlassen und wurde in den Jahren 2003 und 2004 für die ersten Liveauftritte der Band seit 1995 durch Øyvind Hægeland von Spiral Architect ersetzt. Da dieser schließlich anderen beruflichen Verpflichtungen nachkommen musste, stieß Simen Hestnæs als neuer Sänger zur Band. Er hatte bereits auf La Masquerade Infernale als Gastmusiker mitgewirkt. Außerdem kehrte der Bassist Hugh Mingay zurück, und Tore Moren stieg als zweiter Gitarrist ein.
Im Dezember 2004 nahm die Band die Arbeit an einem neuen Studioalbum auf. Die Aufnahmen fanden von Februar bis Juni 2005 in Knut Valles Mølla Studios statt. Silje Wergeland (ab 2009 bei The Gathering) wirkte bei zwei Liedern als Sängerin mit. Børge Finstad mischte das Album im Toproom Studio ab, Morten Lund und Tore Moren masterten es bei Masterhuset. Sideshow Symphonies wurde im September 2005 auf CD und LP veröffentlicht. Es folgte eine Europatournee, bei der die Live-DVD Shipwrecked in Oslo aufgenommen wurde.

## Titelliste
Steinar Sverd ist der Hauptkomponist aller Stücke, die Liedtexte wurden von Simen Hestnæs geschrieben. Erstmals seit dem Debütalbum veröffentlichten Arcturus mit „Hufsa“ wieder ein Stück in norwegischer Sprache.
1. Hibernation Sickness Complete – 5:02
2. Shipwrecked Frontier Pioneer – 8:32
3. Deamon Painter – 5:33
4. Nocturnal Vision Revisited – 5:16
5. Evacuation Code Deciphered – 6:16
6. Moonshine Delirium – 7:10
7. White Noise Monster – 3:55
8. Reflections – 3:40
9. Hufsa – 5:07

## Stil
Sideshow Symphonies zeigt wieder Anleihen aus dem Progressive Metal, ist aber subtiler und ruhiger als das Vorgängeralbum The Sham Mirrors; die Lieder wirken hymnischer und nachdenklicher. Es werden kaum noch elektronische Effekte und Rhythmen verwendet. Anstatt für viele neoklassizistische Soli werden die Keyboards hauptsächlich zur symphonischen Orchestrierung und für psychedelisch angehauchte Klangteppiche verwendet. Die Gitarren treten weniger stark in den Vordergrund. Simen Hestnæs’ eigenständiger – mal elegischer, mal „spaciger“ – Gesang fügt sich ins Gesamtbild ein. Erstmals finden sich auf einem Arcturus-Album Duette mit einer weiblichen Stimme.

## Rezeption
Captain Chaos von vampster steht dem Album „gespalten“ gegenüber. Er findet, dass es „viele große Momente“ habe, jedoch auch Lieder, „die nicht so recht zünden wollen“. Gunnar Claußen von den Babyblauen Seiten „attestiert der Band eine überlegte Weiterentwicklung“, kritisiert jedoch auch, „dass Arcturus in ihren Kompositionen nicht immer präzise auf den Punkt kommen“. Bruder Cle lobt Sideshow Symphonies im Rock Hard als stimmungsvolles „Spektakel“, für ihn ist es „[a]vantgardistischer, progressiver Metal irgendwo im Spannungsfeld aus Opeth, Green Carnation und Pink Floyd“.